# Битва при Пидне (148 год до н. э.)
Би́тва при Пи́дне — сражение четвёртой Македонской войны.
После поражения македонян в битве при Пидне в 168 году до н. э. Македония попала под контроль Римской республики. Спустя двадцать лет началось восстание под предводительством Андриска, который объявил себя Филиппом — сыном последнего македонского царя Персея. При поддержке фракийцев он занял Македонию и вторгся в Фессалию. Отправленный против него легион под командованием претора Публия Ювенция Флакка был уничтожен.
Тогда Рим отправил против мятежника новое войско под командованием Квинта Цецилия Метелла. Он встретился с войском Андриска у Пидны. В кавалерийской стычке Андриск одержал вверх, но при виде приближавшейся римской пехоты отступил. Он был в приподнятом настроении и разделил свою армию на две части, одну из которых оставил на месте, в то время как другую отправил на разорение Фессалии. В результате Метелл вступил в бой и одержал победу.
Вскоре была разгромлена и вторая часть армии Андриска. Он бежал во Фракию, но был выдан фракийцами римлянам. Македония была обращена в римскую провинцию.